# Hans-Werner Schlipköter
Hans-Werner Schlipköter (* 25. August 1924 auf Nias, Niederländisch-Indien, heute Indonesien; † 12. März 2010) war ein deutscher Mediziner. Er galt als einer der Väter der Umweltmedizin in Deutschland.

## Leben

### Herkunft und Ausbildung
Schlipköter war der Sohn des Missionars Emil Schlipköter, der auch in Indonesien wirkte, studierte Medizin an der Universität Straßburg und der Universität Tübingen und wurde mit einer Arbeit über Rückenmarkstumore bei Kindern an der Medizinischen Akademie Düsseldorf promoviert. 

## Wirken
Ab 1951 war Schlipköter dort Assistent am Institut für Hygiene und Mikrobiologie bei Walter Kikuth und wandte sich der Erforschung der Silikose zu (Pathogenese, Therapie), die besonders im Ruhrgebiet bei Bergleuten ein Problem war. 1955 habilitierte er sich und wurde Leiter des Instituts für Experimentelle Silikoseforschung in Bochum-Hordel. Er war 1962 Gründungsdirektor des Instituts für Lufthygiene und Silikoseforschung (ab 1980 Medizinisches Institut für Umwelthygiene) der Medizinischen Akademie (der späteren Universität Düsseldorf), was er bis 1995 blieb. 1965 wurde er Professor an der neu gegründeten Universität Düsseldorf und Direktor des Instituts für Hygiene. 1974 war er Dekan der Medizinischen Fakultät in Düsseldorf. 1978 bis 1980 war er Rektor der Universität und 1980 bis zu seiner Emeritierung 1989 Prorektor für Finanzen.
Schlipköter war Berater der nordrheinwestfälischen Landesregierung und der Bundesregierung in umweltmedizinischen Fragen. Insbesondere befasste sich sein Institut mit Fragen der Luftverschmutzung, das auch politisch seit den 1960er Jahren ein zentrales Thema der SPD im Ruhrgebiet war, und Schlipköter war in vielen nationalen und internationalen Kommissionen und Gremien dazu, wie dem Beirat der Bundesärztekammer und in der WHO. Die Immissionsgrenzwerte der „TA-Luft“ in der Fassung von 1974 beruhten wesentlich auf der Arbeit seines Instituts. 1979 wurde sein Institut in Medizinisches Institut für Umwelthygiene (MIU) umbenannt, das Schlipköter bis 1995 leitete. Dort entstand 1989 eine der ersten umweltmedizinischen Beratungsstellen in der Bundesrepublik und wurde in den 1990er Jahren der Krebsatlas Nordrhein-Westfalen erarbeitet. Viele der bei Schlipköter ausgebildeten Umweltmediziner hatten später leitende Funktionen in Behörden und in der Forschung.
Schlipköter war sowohl Mitglied des Vorstands als auch des Beirats der Kommission Reinhaltung der Luft und erhielt 1976 die Ehrenmedaille des Vereins Deutscher Ingenieure (VDI). 1991 war er Mitgründer der Gesellschaft für Hygiene und Umweltmedizin (GHU). Als Vizedirektor der GHU organisierte er 1994 den 1. International Congress of Environmental Medicine in Duisburg.
Mit Heinz-Erich Wichmann und Georges Fülgraff gab er das Handbuch der Umweltmedizin heraus.

## Auszeichnungen
Schlipköter erhielt 1968 mit Arthur Brockhaus den Robert-Koch-Preis für ihre Arbeiten zur Vorbeugung und Therapie von Quarzstaub-Silikose mit dem Polymer PVNO. Er erhielt außerdem die Johannes-Weyer-Medaille der Ärzteschaft von Nordrhein-Westfalen, das Große Bundesverdienstkreuz, den Verdienstorden des Landes Nordrhein-Westfalen, die Goldene Ehrenmedaille der Universität Düsseldorf und eine Ehrenprofessur der Universität Peking. 